# Cyne quadriangula
Cyne quadriangula är en tvåhjärtbladig växtart som beskrevs av Danser. Cyne quadriangula ingår i släktet Cyne och familjen Loranthaceae. Inga underarter finns listade i Catalogue of Life.